# Estácio de Bizâncio
Estácio, o Apóstolo foi o segundo Bispo de Bizâncio entre os anos de 38 a 54. Segundo a tradição cristã, ele esteve em contato com Santo André, apóstolo, e Paulo de Tarso. Ele é um dos Setenta Discípulos.

## Vida e obras
Eusébio de Cesareia cita Orígenes, que diz que Santo André pregou pela Ásia Menor e a Cítia, e nas margens do Mar Negro até o Volga e Kiev, tornando-se o santo patrono da Romênia e da Rússia. Segundo a tradição, ele fundou a Igreja de Bizâncio em 38, deixando Estácio como bispo (naquela época, o bispado mais próximo era o de Heracleia). Esta Sé, mais tarde, se tornaria o Patriarcado de Constantinopla, com o Apóstolo André como seu santo patrono.
Não se sabe se Estácio é a pessoa a quem Paulo chama de "querido" em sua Epístola aos Romanos (Romanos 16:6).
É venerado como santo por quase todas as denominações cristãs e sua festa é, segundo a Igreja Católica no dia 31 de outubro.